# Skarszów Dolny
Skarszów Dolny  (deutsch Unter Scharsow) ist ein Dorf im Powiat Słupski (Kreis Stolp) der polnischen Woiwodschaft Pommern. Es gehört zur Landgemeinde Dębnica Kaszubska (Rathsdamnitz).

## Geographische Lage und Verkehrsanbindung
Skarszów Dolny liegt in Hinterpommern, etwa 13 Kilometer südöstlich  der Stadt Słupsk (Stolp), drei Kilometer südwestlich des Kirchdorfs
Dębnica Kaszubska und 1,5 Kilometer südlich des Dorfs Skarszów Górny (Hohen Scharsow). Etwa drei  Kilometer östlich des Dorfs verläuft die Wojewodschaftsstraße 210 Słupsk – Bytów (Bütow), mit der es über Nebenstraßen verbunden ist.
Durch die Ortschaft Skarszów Dolny fließt der Bach Skotawa (Schottow), der westlich des Dorfs in die Słupia (Stolpe) mündet.

## Geschichte

### Gemeinde Scharsow
Unter Scharsow ist der alte Ortskern des Gutsdorfs Scharsow. Es war in Form eines Zeilendorfs angelegt worden. Der Wohnort Hohen Scharsow entstand kurz nach 1850, als das Herrenhaus des alten Ritterguts Scharsow (früher auch Scharschow) vom Dorfkern des Gutsdorfs Scharsow  an der Mündung des Schottow-Bachs in die Stolpe  nach außerhalb – auf die Feldmark des Guts – verlegt wurde. Der Wohnplatz mit dem neuen Herrenhaus erhielt den Ortsnamen Hohen Scharsow.  Bald nach der Fertigstellung des neuen Herrenhauses wurden die alten Gutsgebäude im Dorfkern abgerissen. Hohen Scharsow und das Dorf Scharsow hatten im Jahr 1863 eigene Post-Haltestellen.
Die Region von Scharsow und der umliegenden Ortschaften Kublitz, Schmaatz, Krampe und Lossin hatten um 1300 zum umfangreichen Großgrundbesitz des Grafengeschlechts der Swenzonen gehört. Das Dorf Scharsow kam dann in den Besitz von Martin Stojentin und ging anschließend an Karsten Puttkamer. Danach wurde es ein Lehen der Familie Wobeser. Oswald von Wobeser verkaufte Scharsow 1727 an Felix Otto von Below auf Kulsow, und 1750 kam es an Matthias Friedrich von Boehn. In Scharsow gab es bis in das 19. Jahrhundert hinein ein Patrimonialgericht. Nachdem sich das Gut Scharsow  90 Jahre lang im Besitz der Familie Boehn befunden hatte, wurde es 1840 an Alexander Reyne verkauft, der es 1847 an Gustav Meissner weiterverkaufte.  
Zum Gutsbezirk  gehörte die am rechten Ufer der Schottow gelegene Wassermühle, die zusammen mit den zugehörigen Grundstücken und Immobilien als Erbpacht-Eigentum vergeben wurde. Im Erbpacht-Vertrag vom 3. November 1789 waren einiger Gerechtsame vereinbart worden, die dem Mühlenbesitzer zustanden,  darunter:
- freie Hütung auf der Scharsower Feldmark
- freies Brennholz während der Wintermonate, wöchentlich ein Fuder
- 50%ige Gewinnbeteiligung am Lachsfang in der Schottow
- Fischerei im Mühlenteich unter Vorbehalt der gutsherrlichen Mitfischerei
- Kesselbrauerei bei besonderen Anlässen und zum Eigenbedarf
- Gebührenerhebung bei fremden Holzflößungen sowie das
- Staurecht an der Schottow etwa 800 Meter vor deren Einmündung in die Stolpe.

Durch einen Beschluss des Patrimonialgerichts Scharsow  vom 12. November  1814 wurde die Mühle 1815 öffentlich zur Versteigerung ausgeschrieben.  1847 war die Mühle mit dem Kauf des Guts  durch Gustav Meissner in dessen Besitz übergegangen.  Meissner verkaufte 1850 die Wassermühle und einige hundert Morgen Land an Eduard Meyer. Dieser baute die Mühle zu einem Eisenhammer-Werk um. Das Eisenhammer-Werk  war bis 1945 in Betrieb  und diente zuletzt als Dorfschmiede.
Auf der Feldmark des Guts ließ Meissner kurz nach 1850 ein neues Herrenhaus und neue Wirtschaftsgebäude für das Gut errichten. Daraus entwickelte sich in der Folgezeit die neue  Ortschaft Hohen  Scharsow.
Am 3. Dezember 1864 wurden im Gemeindebezirk Scharsow 59 und im Gutsbezirk Scharsow 259 Einwohner gezählt. Bis August 1876 hatte Scharsow zum Landkreis Rummelsburg i. Pom. gehört. Zum 10. August 1876 wurde Scharsow zusammen mit den Gemeinden Cunsow und Quackenburg aus dem Rummelsburger Kreisgebiet ausgegliedert und in den Landkreis Stolp  eingegliedert. Im Jahr 1880 vernichtete ein Großbrand das Herrenhaus und einen Teil der Wirtschaftsgebäude des  neuen Guts Hohen Scharsow. Dieses Unglück und sein Hang zum Glücksspiel trieben Gustav Meissner in den Konkurs. Neuer Besitzer des Guts Hohen Scharsow wurde 1882 Friedrich Wilhelm Zielke (* 30. März 1836 in Stresow, Kreis Stolp, † 1894 in Hohen Scharsow). Dessen Sohn, Karl Ludwig Zielke, modernisierte seit 1910 das Gut und kaufte das Gut Labuhn hinzu.  Im Jahr 1938 war das Gut Hohen Scharsow 1.056 Hektar groß, wovon 350 Hektar Ackerland waren.
In den Ortsteilen Hohen Scharsow, Eisenhammer und Unter Scharsow zusammen standen im Jahr 1925 insgesamt 25 Wohngebäude, und in der Gemeinde Scharsow, die eine Gemeindefläche von insgesamt 787 Hektar hatte,  lebten im Jahr 1939 insgesamt 236 Einwohner, die auf 53 Haushaltungen verteilt waren.  Außer dem Gut Neuen Scharsow gab es in der Gemeinde Scharsow drei landwirtschaftliche Betriebe, eine Gemischtwarenhandlung und die kleine Dorfschmiede, die sich die Wasserkraft der Schottow zunutze machte und auch aufgrund ihres Alters eine touristische Attraktion darstellte.
Vor 1945 gehörte die Gemeinde Scharsow zum Landkreis Stolp, Regierungsbezirk Köslin, der Provinz Pommern. In der Gemeinde Scharsow gab es insgesamt drei Wohnplätze:
- Eisenhammer
- Hohen Scharsow
- Unter Scharsow

Gegen Ende des Zweiten Weltkriegs erhielt  die Gemeinde Scharsow mit ihren Ortsteilen  Hohen Scharsow, Eisenhammer  und Unter Scharsow  beim Herannahen der Roten Armee am 6. März 1945  einen Räumungsbefehl. Am nächsten Morgen begaben sich die Dorfbewohner bis auf etwa zehn Personen, die in der Ortschaft ausharrten, im Treck auf die Flucht. Der Treck zog über Rathsdamnitz, Dübsow, Puttkamerhof, Schwarz Damerow und Labuhn in den Kreis Lauenburg und wurde dann von sowjetischen Truppen überrollt; die Dorfbewohner mussten zurückkehren. Scharsow wurde am 8. März 1945 von Truppen der Sowjetarmee besetzt. Nur etwa dreizehn Dorfbewohnern gelang die Flucht mit der Wehrmacht nach Danzig und von dort aus mit dem Schiff nach Schleswig-Holstein.  Es gab zahlreiche Übergriffe der  sowjetischen Soldaten gegenüber der Zivilbevölkerung. Der letzte Besitzer und Betreiber des Eisenhammer-Werks, Walter Meyer, wurde beim Einmarsch der sowjetischen Truppen  erschossen. Viele Dorfbewohner wurden verschleppt, einige von diesen blieben verschollen. Seit Oktober 1945 kamen Polen in das Gemeindegebiet von Scharsow und übernahmen Häusern und Gehöfte der Deutschen. In der Folgezeit wurden die Dorfbewohner vertrieben.
Später wurden in der Bundesrepublik Deutschland 124 und in der DDR 66 aus Scharsow gekommene Dorfbewohner ermittelt.

#### Kirche
Die vor 1945 in Scharsow anwesende Bevölkerung war evangelisch. Ursprünglich hatte Scharsow zum Kirchspiel der St.-Petri-Kirche im Kirchenkreis Stolp-Altstadt gehört. Später war Scharsow in das Kirchspiel Rathsdamnitz umgepfarrt worden und gehörte seitdem zum Kirchenkreis Stolp-Stadt. Um  das Jahr 1860 gab es in Scharsow ein Mitglied der zu dieser Zeit in Hinterpommern relativ stark vertretenen Sekte der Seehofianer.

#### Schule
Vor 1945 verfügte die Gemeinde Scharsow über eine eigene Volksschule. Diese war im Jahr 1932 einstufig; ein einzelner Lehrer unterrichtete dort zu diesem Zeitpunkt 54 Schulkinder.

### Skarszów Dolny
Das Dorf ist heute ein Teil der Gmina Dębnica Kaszubska im Powiat Słupski der Woiwodschaft Pommern. Der Ortsteil Unter Scharsow wurde in  Skarszów Dolny umbenannt.  Im Jahr 2006 hatte Skarszów Dolny 55 Einwohner.